# Туршсу
Лісаґор (вірм. Լիսագոր), Туршсу (азерб. Turşsu) — село у Шушинському районі Нагірно-Карабаської Республіки. Село розташоване на трасі Єреван — Степанакерт, за 13 км на південний захід від міста Шуші та за 15 км на північний схід від міста Бердзор.